# Dry lease
Con il termine Dry lease (letteralmente noleggio "a secco", in contrapposizione con wet lease) si intende quella forma di leasing utilizzata in particolare per gli aeromobili nella quale il mezzo viene noleggiato senza alcun elemento accessorio come assicurazione, equipaggio, assistenza a terra, manutenzione.
Il dry lease viene utilizzato prevalentemente dalle compagnie aeree per acquisire la disponibilità a lungo termine dell'aeromobile, che verrà gestito dalla compagnia stessa analogamente a quelli di proprietà, senza per questo assumersi il pesante impegno finanziario costituito dall'acquisto. Il locatore, in questo caso, è quasi sempre un istituto di credito o una società finanziaria specializzata.
Un tipico dry lease ha una durata minima di due anni, richiede che la compagnia possieda il proprio Certificato di Operatore Aereo e che provveda alla registrazione dell'aeromobile. Le condizioni finanziarie sono studiate in modo da tenere conto della svalutazione del mezzo, degli obblighi di assicurazione e manutenzione e variano anche in funzione della localizzazione geografica e della situazione politica in cui opera la compagnia aerea.
All'opposto del dry lease vi è il cosiddetto wet lease, in cui l'aeromobile viene noleggiato completo di tutto quanto richiesto per la sua operatività.

## Società
- DAE Capital (portafoglio di 38 aerei nel 2009)
- Aircastle Advisor (portafoglio di 128 aerei nel 2009)
- Aircraft Purchase Fleet, del gruppo AP Holding di Carlo Toto (portafoglio di 9 aerei nel 2009)
- AWAS (Ansett Worldwide Aviation Services), del gruppo Terra Firma (portafoglio di 208 aerei nel 2009)
  -  Pegasus Aviation Finance Company
- Babcock & Brown Aircraft Management, del gruppo Babcock & Brown Air Limited (portafoglio di 62 aerei nel 2009)
- Lease Corporation International (LCI) (portafoglio di 22 aerei nel 2009)
- ALAFCO (Aviation Lease and Finance Company) (portafoglio di 28 aerei nel 2009)
- AerCap  (portafoglio di 304 aerei nel 2009)
- RBS Aviation Capital, del gruppo Royal Bank of Scotland (portafoglio di 372 aerei nel 2009)
- BOC Aviation (portafoglio di 137 aerei nel 2009)
- Aviation Capital Group (portafoglio di ~230 aerei nel 2009)
- CIT Aerospace, del gruppo CIT Group (portafoglio di ~300 aerei nel 2009)
- GECAS (GE Commercial Aviation Services), del gruppo General Electric (portafoglio di ~1.800 aerei nel 2009)
  -  Genesis Lease (in acquisizione da parte di AerCap)
- IFLC (International Lease Finance Corporation), del gruppo American International Group (portafoglio di ~1.000 aerei nel 2009)